# Schmalenbuche
Schmalenbuche is een gehucht van Neuhaus am Rennweg in de Landkreis Sonneberg in Thüringen, Duitsland.

## Ligging
Schmalenbuche ligt noordoostelijk aan de rand van de stad Neuhaus am Rennweg aan de Bundesstraße 281, die vanuit Lichte rechtstreeks naar de top van het  Thüringer Schiefergebergte voert. Aan weerszijden bevinden zich bergweiden, beken of bos. Het stadsdeel vormt inmiddels een geheel met de kernstad.

## Geschiedenis
Schmalenbuche, ook Grenzbaum genoemd, werd voor het eerst in 1366 in een officiële acte genoemd. In 1607 kreeg de glasblazer Christoph Müller, die daarvoor reeds in 1597 in Lauscha een dorpsglashut had, samen met zijn zoons Stephan en Hans de concessie voor een nieuwe glashut, van waaruit zich vanaf 1618 een nederzetting ontwikkelde. Op 1 april 1923 werd het gehucht bij Neuhaus gevoegd.